# Ain El Hammam
Ain El Hammam (antigament Michelet durant l'època francesa, després Asseqif n Tmana) és un dels principals municipis de Cabília (Algèria) amb 25.000 habitants. Està situat al vessant nord del Djurdjura a 1.250 metres d'altitud a la província de Tizi Ouzou.
Ain El Hammam té un hospital, una comissaria, dos instituts superiors (lycée), dos instituts mitjans (C E M) i catorze escoles elementals. També hi ha un tribunal de justícia i la seu de la subprefectura.
Durant la seva fundació el 1881, aquest municipi (commune francesa) va ser anomenada Michelet en honor de l'historiador francès Jules Michelet qui va ser proposat per ser enterrat al Panteó de París.